# Niphadomimus
Niphadomimus – rodzaj chrząszcza z rodziny ryjkowcowatych i podrodziny Molytinae.
Rodzaj ten wprowadzony został w 1987 roku przez Władimira W. Żerichina, który gatunkiem typowym wyznaczył Niphadomimus nigriventris. W 2014 roku W. Grebennikow dokonał rewizji rodzaju i potwierdził jego monofiletyzm badaniami genetycznymi.
Ryjkowce bezskrzydłe. Smukły, delikatnie zakrzywiony ryjek jest długością zbliżony do przedplecza. Głowa o dużych oczach i gęstym punktowaniu. Czułki osadzone przedwierchołkowo na ryjku, o prostym trzonku mniej więcej tak długim jak funiculus, zwieńczone owalną, spiczastą buławką. Przedplecze najszersze tuż przed środkie, najwyższe przy nasadzie, na przodzie z płatkami zaocznymi. Pokrywy silnie wysklepione, najszersze około środka, o bokach zaokrąglonych i podstawie prawie ściętej; ich rzeźba nieregularna ze słabo widocznymi śladami rzędów. Przednie biodra są styczne, środkowe wąsko, a tylne szeroko odseparowane. Przedpiersie jest z przodu wcięte i przy biodrach wyraźnie wykrojone, a wykrojenie to obrzeża listewka.
Należące tu chrząszcze zasiedlają ściółkę liściastą lasów zdominowanych przez różaneczniki, na wysokościach od 2000 do 4114 m n.p.m. Występują w Nepalu oraz chińskich: Junnanie, Syczuanie i Shaanxi.
Dotychczas opisano 8 gatunków:
- Niphadomimus alcyone Grebennikov, 2014
- Niphadomimus celaeno Grebennikov, 2014
- Niphadomimus electra Grebennikov, 2014
- Niphadomimus maia Grebennikov, 2014
- Niphadomimus merope Grebennikov, 2014
- Niphadomimus niger Zherikhin, 1987
- Niphadomimus nigriventris Zherikhin, 1987
- Niphadomimus sterope Grebennikov, 2014